# 기타바타케 노리토모
기타바타케 노리토모(일본어: 北畠教具, 1423년 ~ 1471년 4월 13일)는 무로마치 시대 중기의 공경(公卿)으로, 기타바타케 미쓰마사의 아들이다. 이세 고쿠시 기타바타케 가의 제 4대 당주로, 이세 국의 슈고 다이묘이기도 하다.
19세에 이세 고쿠시가 되어, 쇼군 아시카가 요시노리에게 한 자를 받아 노리토모라고 칭했다. 1441년(가키쓰 원년), 가키쓰의 난이 일어나자, 이세 국으로 도망쳐 온 아카마쓰 노리야스(아카마쓰 미쓰스케의 아들)을 살해하여 막부에 순종을 맹세했다.
1448년(분안 5년)에 나가노 씨와 영토를 둘러싼 전투를 벌였다.
1451년(호토쿠 3년)에 정4위, 산기에 서임되고, 다음해 정월에는 종3위에 서임된다. 이어 1453년(교토쿠 2년)에 정3위에 서임되고, 1456년(고쇼 2년) 3월에 곤추나곤(権中納言)에 서임된다. 1458년(죠로쿠 2년)에는 종2위에 서임된다.
1467년(오닌 원년)의 오닌의 난에서는, 전화를 피해 이세로 온 아시카가 요시미를 보호한다. 이 전투에서 기타바타케 가문은 동군에 가담했지만, 노리토모는 아시카가 요시마사로부터 상락을 허락받지 못하고 야마토국 하세데라에 있어 전투에는 참가하지 못 했다. 1468년(오닌 2년) 음력 2월, 이세 슈고 도키 마사야스(土岐政康)가 입국하자 이를 공격하여, 하야사키(林崎)·와카마쓰(若松)·류(柳)·구스바루(楠原)의 제 성을 낙성시켰다. 1469년(분메이 원년) 음력 8월에 곤다이나곤(権大納言)에 서임된다. 이듬해 1470년(분메이 2년)에는 북상하여, 미에군·아사케 군에도 진출했다.
1471년(분메이 3년) 음력 3월 23일, 이세에서 죽었다. 향년 49세. 사인은 종기(腫物)라고 한다.
| 전임 기타바타케 미쓰마사 | 제4대 이세 기타바타케 가문 당주 1429년 ~ 1471년 | 후임 기타바타케 마사사토 |